# Готфрід I (герцог Нижньої Лотарингії)
Готфрід I Бездітний (нім. Gottfried der Kinderlose; бл. 965 — 26 вересня 1023) — 3-й герцог Нижньої Лотарингії в 1012—1023 роках. Відомий також як Готфрід II (при цьому рахується Готфрід, що був віцегерцогом).

## Життєпис
Походив з Арденнського дому, його Верденської гілки. Син Готфріда, графа Вердена, та Матильди Біллунг (доньки Германа, герцога Саксонії). Народився близько 965 року. У 998 році разом з батьком воював проти Реньє IV, графа Ено. після загибелі батька того ж року успадкував графство Верден.
1002 року став сеньйором Бульйона. 1012 року за порадою Герхарда де Флоренн, єпископа Камбре отримав від імператора герцогство Нижня Лотарингія. Натомість передав братові Фрідріху Верденське графство.
Імператор Генріх II розраховував, що Готфрід, котрий походив з Верхньої Лотарингії, зможе приборкати нижньолотаринзьку знать. В цьому йому допомагали брати Гоцело, маркграф Антверпену, та Герман, маркграф Енама (в Брабантгау). Негайно з братами виступив проти Ламберта I, графа Левену (брата Реньє IV, графа Ено), який спробував розширити свої володіння за рахунок володінь Балдеріка II де Лоона, єпископа Льєзького. У 1013 році Готфрід I в битві при Гугарді переміг Ламберта I.
Але Ламберт I об'єднався зі своїм небожем Реньє V, графом Ено, і Робертом II, графом Намюра. 1015 року герцог Нижньої Лотарингії в битві при Флорені розбив цю армію, при цьому Ламберт Левенський загинув. Нащадок останнього — Генріх I — підкорився Готфріду I. Незабаром герцог уклав мир з Реньє V, який, крім того, одружився з небогою Готфріда I — донькою Германа Енамського.
У 1017 році Готфрід I вступив в суперечку з Герхардом III, графом Меца. Вже 27 серпня герцог здобув перемогу над супротивником, але не зміг захопити Мец. У березні 1018 року імператор Генріх II в Німвегені замирив Готфріда I з Герхардом III.
У тому ж році імператор спрямував армію на чолі з герцогом Готфрідом I проти Дірка III, графа Голландії, який самовільно спорудив замок Влардінген, що заважав торгівлі Утрехту. У битві біля цього замку імператорське військо зазнало поразки, а Нижньолотаринзький герцог потрапив у полон. В результаті Генріх II був змушений відступитися від своїх вимог і укласти мир з Дірком III, після чого Готфрід I був звільнений.
Помер в 1023 році. Оскільки не був одружений та не мав нащадків, усі його володіння перейшли до брата Гоцело.